# Dittrichova
Dittrichova je ulice v Praze 2 spojující ulici Na Moráni s Náplavní. Pro automobily je jednosměrně průjezdná, průjezdnost je však přerušena ulicí Resslova, kterou nejde kvůli betonovému ostrůvku přejet. Délka ulice je asi 400 metrů. Je orientována severojižním směrem. Ulice je od roku 1894 pojmenována po pražském starostovi a obchodníkovi Františku Dittrichovi (1801-1875), zakladateli pražské paroplavby.

## Průběh
Ulice orientovaná severojižním směrem souběžně s tokem Vltavy, začíná v ulici Na Moráni, která je na ni kolmá. Nalevo, číslo orientační 1, se nachází bývalý Nadační dům Štěpána Kynzla, který zde má i desku s portrétem. Napravo v č.o. 2 se poté nachází pobočka Městské knihovny v Praze a dále vlevo v č.o. 5 čajovna Daruma. Poté následuje křižovatka s ulicí Trojanova. Napravo se nachází objekt Českého vysokého učení technického (ČVUT) a vlevo v zaústění ulice Jenštejnská Dům dětí a mládeže. Na křižovatce s Jenštejnskou ulicí vpravo rohovou partií zasahuje Hlávkova kolej, patřící v posledních desetiletích ČVUT. Poté napravo na křižovatce s ulicí Resslova se nachází kostel svatého Václava na Zderaze, v jeho soklu je vchod do galerie Via Art. Vpravo za křižovatkou je v Resslově ulici obchodní akademie. Ulice končí na křižovatce ulic Záhořanského a Náplavní.

## Historie
Toto historické území bylo osídleno již od raného středověku a kdysi mělo velmi členitý terén. Ulice byla vytyčená až roku 1889, aby spojila někdejší novoměstské osady Zderaz a Podskalí. Ulice neprocházela v celé současné délce, protože v místech mezi Resslovou ulicí, kostelem sv. Václava a Jenštejnskou ulicí stála skála a na ní hrádek krále Václava IV., později přestavěný na klášter augustiniánů bosáků, a po roce 1784 na tzv. Svatováclavskou trestnici. Podesta kostela je pozůstatkem Emauzské (Břežské) skály. Skála byla odsekána při asanaci v souvislosti s proražením Resslovy ulice a zplanýrováním okolního terénu. Dále na jih byly mezi ulicemi Václavskou a Dittrichovou Svatováclavské lázně s poutní studánkou Pučkou. Na protější (západní) straně ulice stával barokní Braunův letohrádek se zahradou (čp.340/II). Na jeho místě vznikla konstruktivistická budova zaměstnaneckých pojišťoven. Ulice nekončila v ulici Na Moráni, ale pokračovala dále na jih schodištěm podél ohradní zdi Emauzského kláštera. Po bombardování Emauz v únoru 1945 zde zůstal svah zvaný Bouračka, po zboření jižní fronty historických domků kolem roku 1960 scelený s ulicí Na Moráni. Dodnes je niveleta terénu dochována od budovy Ministerstva zdravotnictví, patří k ulici Pod Slovany. Věznice byla v roce 1889 přesunuta na Pankrác a budova zbořena.. Na nově zplanýrovaných parcelách byly od 90. let 19. století stavěny řadové nájemné domy o 4 až 6 poschodích. Zástavba vytvořila dnešní Dittrichovu ulici.

## Budovy, domy a instituce
- Galerie Via Art – na nároží do Resslovy ulice. Prostory vylámané do Břežské skály, někdejší suterén patřící k areálu hrádku krále Václava II. na Zderaze. Do roku 1990 sloužily jako sklad sběrných surovin
- Dittrichova 6, čp. 344/II, bydlel zde malíř Josef Lada, přespával u něj Jaroslav Hašek[8]
- Dittrichova 9, budova někdejších zaměstnaneckých pojišťoven s lázněmi, čp. 337/II; arch. Karel Lupíšek (1928), kamenné sochy a reliéf na tympanonu v průčelí tesal Josef Augustin Paukert
- Dittrichova 10 / Trojanova 13, čp. 339/II – fakulta jaderná a fyzikálně inženýrská Českého vysokého učení technického (ČVUT), původně Chemický ústav c.k. České techniky; sedmikřídlá secesní budova, arch. František Schlaffer (1907); dvorní část zasáhla i do parcely Braunova letohrádku čp.340/II
- Dittrichova 11, čp. 338 a 349/II, funkcionalistická budova, postavená pro Svaz civilních inženýrů stavebních, arch. František Kavalír (1931)
- Dittrichova 17, čp. 329/II, rondokubistický dům, zčásti stojí na místě  hrádku Václava IV.; arch. Matěj Blecha (1920)[9]
- Dittrichova 20, novobarokní budova, nyní  hotel La Ballerina

## Galerie

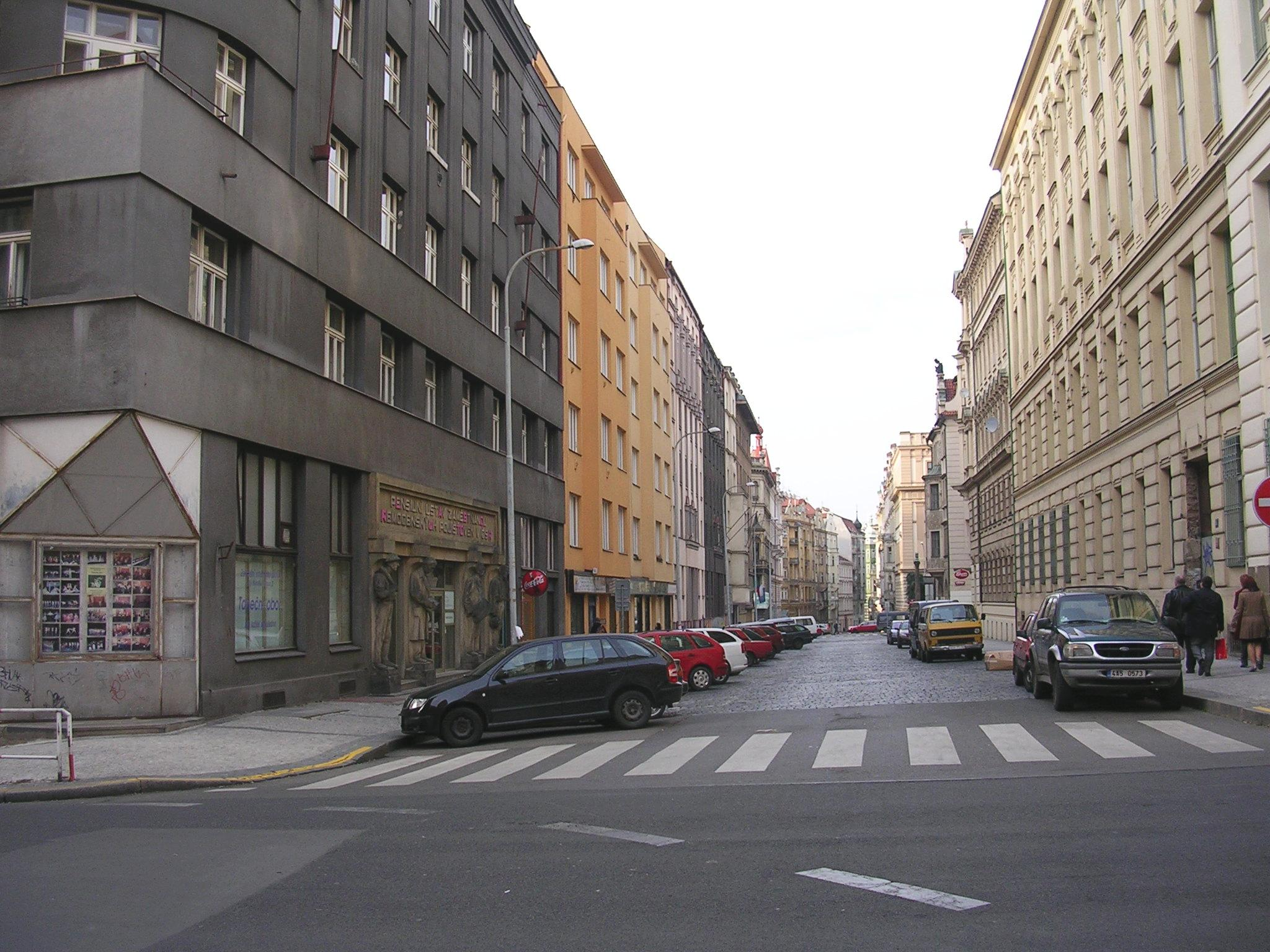
Směrem k Resslově
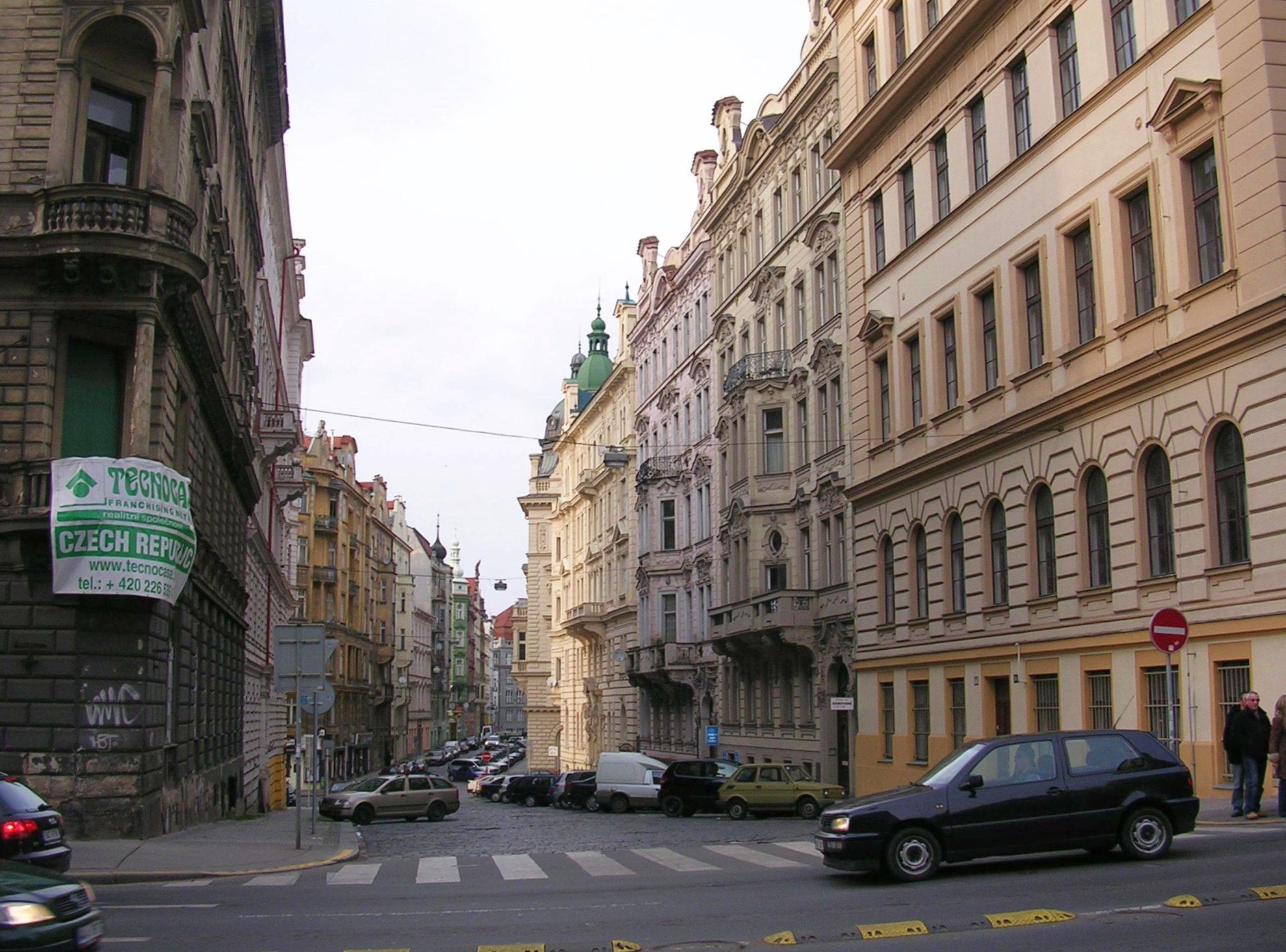
Od Resslovy k Náplavní
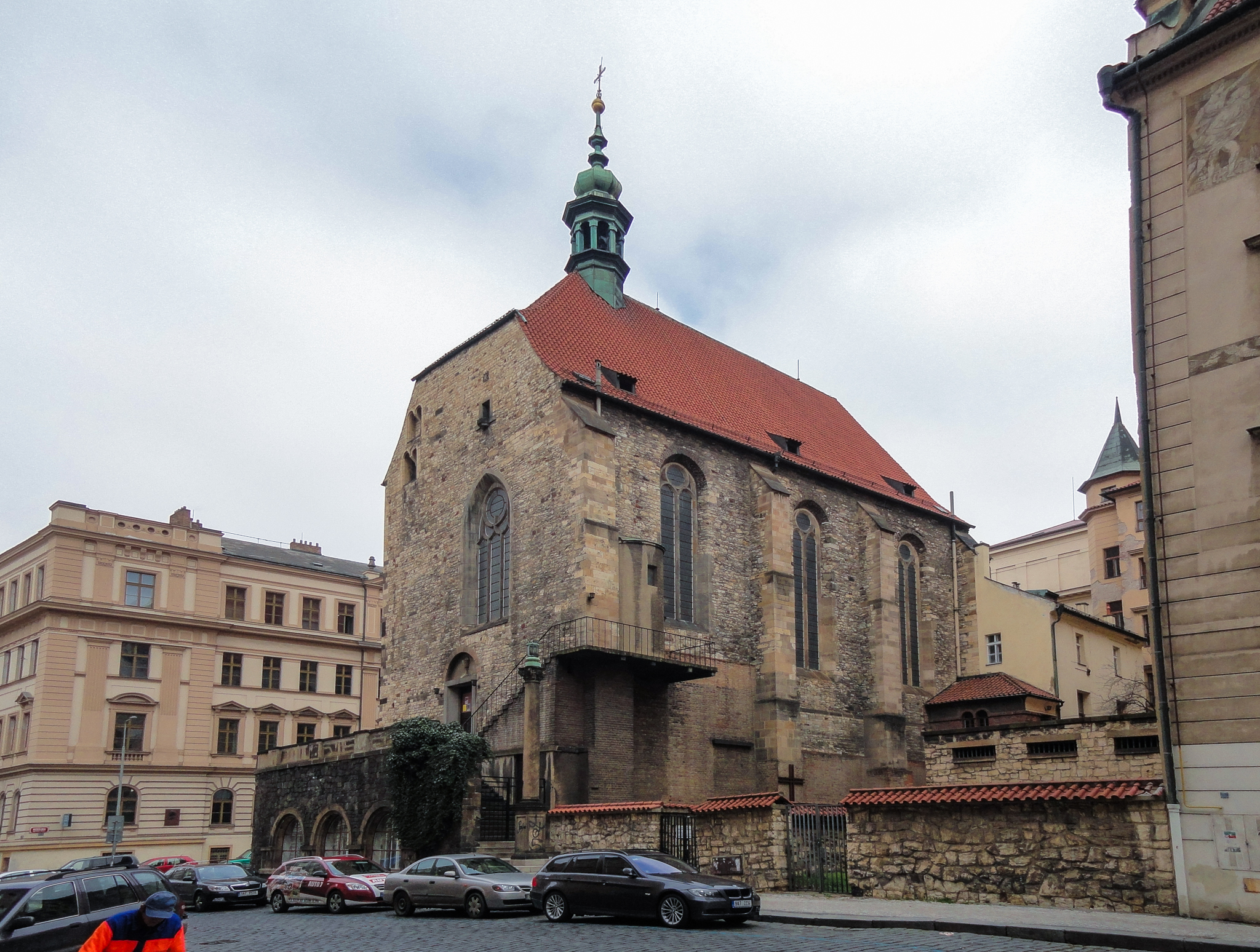
Kostel svatého Václava na Zderaze
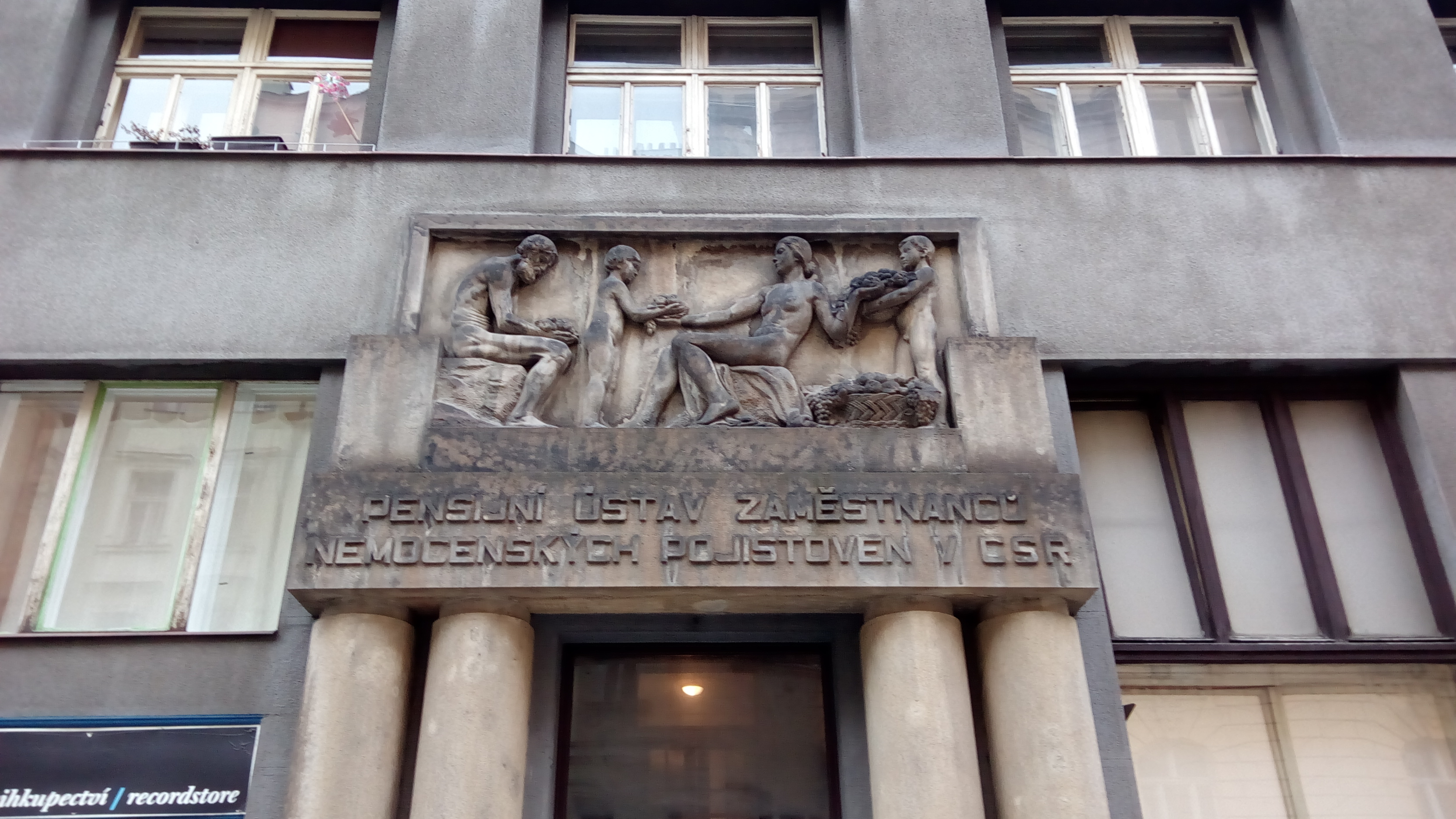
Průčelí bývalé pojišťovny čp.337